# Jeżowska Struga
Jeżowska Struga – struga, lewy dopływ Łeby o długości 10,64 km i powierzchni zlewni 10,42 km².
Struga płynie na Pobrzeżu Bałtyckim. Jej źródła znajdują się na wschód od miejscowości Nawcz na północno-zachodnim krańcu Pojezierza Kaszubskiego. Przepływa przez obszar gminy Łęczyce, koło miejscowości Jeżewo i uchodzi do Łeby.
Pierwotnie Jeżowska Struga posiadała nazwę "Jezower FL." Nazwa została zmieniona w 1948 roku. Na mapach niemieckich struga opisywana jest jako "Jezower Flieβ", zaś na polskich "Jezower Fliess".